# Méthode Kodály
La méthode Kodály est une approche de la formation musicale qui fut développée en Hongrie au milieu du XXe siècle. Elle porte le nom du compositeur et pédagogue hongrois Zoltán Kodály (1882-1967), qui a développé une philosophie éducative, a fédéré de nombreuses personnes autour de lui et a composé de nombreux textes musicaux formant la base de l'enseignement de ces outils.

## Histoire
En 1925, Kodály fut si consterné par la mauvaise qualité des chansons que les élèves apprenaient à l'école primaire qu'il décida de réagir. Il publia plusieurs articles à controverse. En 1950 s'ouvrait après deux décennies d'effort la première école primaire musicale où la musique était enseignée chaque jour. Quinze ans plus tard, près de la moitié des écoles primaires étaient musicales.
La méthode Kodály fut présentée pour la première fois en 1958 à une conférence de l'ISME (International Society for Music Educators) à Vienne.

## Philosophie
La méthode Kodály voit l'enseignement musical comme le droit de chaque être humain. Kodály mettait en avant que la musique ne devait pas être l'apanage de ceux qui ont un don, que tous ceux capables de lire une langue étaient capables de lire de la musique, qu'elle devait être enseignée tout autant que le langage ou les mathématiques.
Kodály pensait que, pour être efficace, l'apprentissage musical devait commencer par le chant. Même les instrumentistes, pensait Kodály, doivent commencer leur entraînement musical par le chant afin de percevoir la musique en dehors du mécanisme de leur instrument. Kodály recommandait que l'instruction instrumentale ne commence pas avant que l'élève ait atteint un certain niveau en musique.
En outre, il pensait qu'il fallait commencer la musique très tôt. Kodály recommandait également que l'enfant apprît sa langue maternelle tout aussi bien que sa musique maternelle, c'est-à-dire la musique folklorique de sa langue maternelle.
Kodály pensait également que seule de la musique de la plus haute qualité devrait être utilisée dans l'éducation des enfants. Il pensait en effet que les enfants sont plus sensibles que les adultes à l'art, et qu'il faut donc les aider à atteindre leur plein potentiel en leur donnant accès à la musique de la meilleure qualité.
En utilisant ces principes fondateurs, les collègues, les amis et les étudiants les plus talentueux de Kodály développèrent la pédagogie actuelle qu'on appelle la méthode Kodály. Les créateurs de la méthode Kodály recherchèrent les techniques de formation musicale utilisées dans le monde entier et incorporèrent celles qui leur semblaient le mieux adaptées.

## Pédagogie
La méthode Kodály utilise une approche de l'éducation faite pour les enfants. Elle introduit les compétences au fur et à mesure de la capacité de l'enfant, des plus faciles aux plus difficiles, en prenant soin de faire écouter, chanter et bouger l'enfant au travers des notions avant de lui apprendre à les noter. Ces mêmes notions sont ensuite consolidées avec des jeux, des mouvements, des chansons, des exercices...
La méthode Kodály incorpore des syllabes rythmiques similaires à celles créées au XIXe siècle par le théoricien français Émile-Joseph Chêvé. Dans ce système, on associe à chaque valeur de notes des syllabes spécifiques qui expriment littéralement leur durée. Par exemple, une noire est dite ta, tandis que deux croches sont dites ti-ti. « deux croches - noire » se dit donc « titi ta ». Ces syllabes sont utilisées pour reconnaître, chanter, frapper ou lire des rythmes.
La méthode Kodály inclut également l'utilisation de mouvements rythmiques. Technique inspirée par le professeur suisse Émile Jaques-Dalcroze. Kodály connaissait bien les techniques de Dalcroze et partageait l'idée que le mouvement est un outil important pour intérioriser un rythme. Ainsi, la méthode Kodály utilise des mouvements rythmiques comme la marche, la course, la marche rapide, taper des mains. Ils peuvent être exécutés lors de l'écoute ou du chant. Le professeur peut être amené à inventer sur des exercices de chant des mouvements rythmiques appropriés pour accompagner des chansons.
La méthode Kodály utilise un système de solmisation à échelle mobile grâce auquel durant le déchiffrage chanté, les degrés de l'échelle sont chantés en utilisant le nom des syllabes correspondantes (do, re, mi, fa, so, la, et ti). Les syllabes représentent la fonction de la note dans son mode. Ainsi, la distinction est faite entre hauteurs absolues d'un côté, nommées avec la notation dite anglo-saxonne (A,B,C) et fonction des notes à l'intérieur du mode, de l'autre.
Kodály fut sensibilisé pour la première fois à cette technique en visitant l'Angleterre, où un système à échelle mobile créé par John Curwen était utilisé dans tout le pays au sein des formations chorales. Kodály a trouvé que l'échelle mobile développait le sens modal des élèves et par là leur capacité à lire la musique. Par ailleurs, il pensait que l'échelle mobile devrait précéder l'écriture sur une portée, en développant une sorte de sténographie musicale utilisant des rythmes simplifiés.
Les signes de la main sont utilisés en tant qu'aide visuelle lors du chant. Cette technique assigne à chaque degré de l'échelle un signe qui montre la fonction tonale du degré. Par exemple, do, mi et so sont d'apparence stable tandis que fa et ti pointent respectivement dans la direction de mi et de do. De la même manière, le signe de main vers re suggère le mouvement vers do, et celui de la vers celui de so. Kodály ajouta aux signes de main de Curwen un mouvement ascendant/descendant, ce qui permet aux enfants de voir la hauteur de la note. Les signes sont réalisés devant le corps, do étant au niveau de la taille et la au niveau de l'œil. La distance dans l'espace correspond à la taille de l'intervalle représenté.

## Diffusion
La méthode est aujourd'hui utilisée dans l'enseignement musical scolaire de nombreux pays tels que le Danemark, l'Irlande, l'Australie, les États-Unis et d'autres encore.